# 25775 Danielpeng
25775 Danielpeng este un asteroid din centura principală de asteroizi.

## Descriere
25775 Danielpeng este un asteroid din centura principală de asteroizi. A fost descoperit pe 2 februarie 2000 la Socorro, New Mexico, în cadrul proiectului LINEAR. Asteroidul prezintă o orbită caracterizată de o semiaxă mare de 2,74 ua, o excentricitate de 0,16 și o înclinație de 5,2° în raport cu ecliptica.